# Интроскопия
Интроскопия (лат. intro — внутри, др.-греч. σκοπέω — смотрю; досл.: «внутривидение») — неразрушающее (неинвазивное) исследование внутреннего строения объекта и протекающих в нём процессов с помощью звуковых волн (в том числе ультразвуковых и сейсмических), электромагнитного излучения различных диапазонов, постоянного и переменного электромагнитного поля и потоков элементарных частиц.

## Сферы применения
- Медицинская диагностика — медицинская интроскопия или медицинская визуализация.
- Дефектоскопия — промышленная (техническая) интроскопия.
- Интроскопия макрообъектов.

Последняя категория выделена вследствие того, что хотя в промышленности методы интроскопии имеют много общего с методами дефектоскопии, однако задачи, связанные с исследованием макрообъектов и происходящих в них процессов (наблюдение объектов под водой, в толще горных пород и ледников, в облаках или тумане и т. п.), могут решаться лишь методами интроскопии.

## Основные методы
Выделяют три основных вида интроскопических методов:
- проекционные — получение теневого изображения объекта;
- томографические — получение томографического изображения объекта;
- эхозондирование, в том числе доплеровское.

### Проекционные методы
В проекционных методах проводят зондирование (облучение) объекта с некоторого ракурса и получают его теневое изображение (проекцию). Чаще всего в качестве зондирующего используют рентгеновское излучение (рентгенография). Среди других проекционных методов можно выделить методы с использованием оптического излучения, например:
- сортировка апельсинов: «с косточками» и «без косточек» (разная цена),
- сортировка/проверка яйцепродуктов с помощью овоскопа.

Проекционные методы работают по принципу «один ракурс — один снимок». При этом никакие математические преобразования для получения изображения не проводятся, имеют место только методы пост-обработки (регулировка яркости-контраста, сегментация и т. д.). При увеличении количества ракурсов и, соответственно, количества снимков (многоракурсная съёмка), можно применить томографические алгоритмы реконструкции и получить уже не теневые, а томографические изображения.
Таким образом иерархию усложнения проекционных методов можно представить следующим образом:
- один ракурс — одно теневое изображение (двумерная проекция);
- множество ракурсов — набор теневых изображений;
- множество ракурсов плюс математическая обработка — трёхмерная томограмма (набор томографических изображений) — трёхмерное распределение некоторой физической характеристики.

### Томографические методы
См. также Томография.
Для томографических методов аналогичную иерархию можно представить как:
- двумерная томография: много ракурсов в одной плоскости — набор одномерных проекций плюс математическая обработка — двумерная томограмма;
- трёхмерная послойная томография: множество ракурсов во множестве параллельных плоскостей — набор одномерных проекций плюс математическая обработка — набор двумерных томограмм — трёхмерная томограмма;
- трёхмерная произвольная томография: множество ракурсов во множестве произвольных (в том числе, пересекающихся) плоскостей — набор одномерных проекций плюс математическая обработка — трёхмерная томограмма.

Здесь под математической обработкой понимается решение обратной томографической задачи (обращение прямой томографической задачи) — например, обращение преобразования Радона (рентгеновская компьютерная томография, магнитно-резонансная томография) или экспоненциального преобразования Радона (радионуклидная томография). Именно обратная томографическая задача приводит к необходимости в многократном просвечивании в различных пересекающихся направлениях, так как один ракурс даёт принципиально недостаточно информации.
Для справедливости необходимо сказать, что существуют варианты одноракурсных методов, но там всё равно приходится решать обратную задачу. Например, в оптической томографии заменив непрерывное лазерное излучение на импульсное, в принципе, за счёт анализа временной развёртки прошедшего излучения (решение обратной задачи светорассения на неоднородном слое), можно восстановить внутреннее строение объекта. Однако, в настоящее время из-за большой сложности такая задача остаётся нерешённой. Обычно же и в оптической томографии используется множество ракурсов, а временная развёртка служит вспомогательной информацией для разделения коэффициентов рассеяния и поглощения.

### Эхозондирование
В ряде случаев, некоторые методы эхозондирования (например, обычное ультразвуковое исследование), ошибочно относят к томографии, что терминологически не верно. Несмотря на то, что в ультразвуковом исследовании также получают изображение некоторого сечения (томоса) — метод его получения не является томографическим: отсутствует многоракурсная съёмка в пересекающихся направлениях и, самое главное, отсутствует решение обратной томографической задачи.
Для получения ультразвукового снимка нет никакой необходимости в особой математической предобработке. Ультразвуковой преобразователь (на самом деле это набор небольших отдельных ультразвуковых преобразователей) посылает ультразвуковую волну (ультразвуковой веерный пучок), которая частично отражается от границ неоднородностей и возвращается к ультразвуковому преобразователю, где и регистрируется. Принцип же получения снимка в упрощённой форме можно представить следующим образом: по одной оси откладываются номера отдельных преобразователей (направление), вторая ось — временная задержка отклика (расстояние), яркость — интенсивность отклика.